# Luchana (Coahuila)
Luchana es una localidad del estado mexicano de Coahuila. Es parte del municipio de San Pedro.

## Toponimia
El nombre de la localidad hace referencia al poblado español de Luchana, destacado por la batalla de Luchana de 1836.

## Demografía
| Gráfica de evolución demográfica |
|                                  |

| Censo | Población |
| ----- | --------- |
| 1930  | 624       |
| 1940  | 826       |
| 1950  | 1 300     |
| 1960  | 1 669     |
| 1970  | 1 955     |
| 1980  | 2 625     |
| 1990  | 2 964     |
| 2000  | 2 745     |
| 2010  | 2 929     |
| 2020  | 2 708     |